# Моравский переулок
Мора́вский переулок — улица в южной части Фрунзенского района Санкт-Петербурга, соединяющая Бухарестскую и Малую Карпатскую улицы.
Координаты начала: 

Координаты конца:

## История
Название присвоено переулку 12 декабря 1983 года по исторической области Моравия, входившей тогда в ЧССР.

## Достопримечательности
- На северной стороне Моравского переулка располагаются корпуса Детской городской инфекционной больницы № 5 им. Н. Ф. Филатова (Бухарестская ул., 134).
- По адресу Моравский переулок, дом № 5 расположена поликлиника для взрослых №123 (там же районное травматологическое отделение)[2].